# Jorge Uliarte

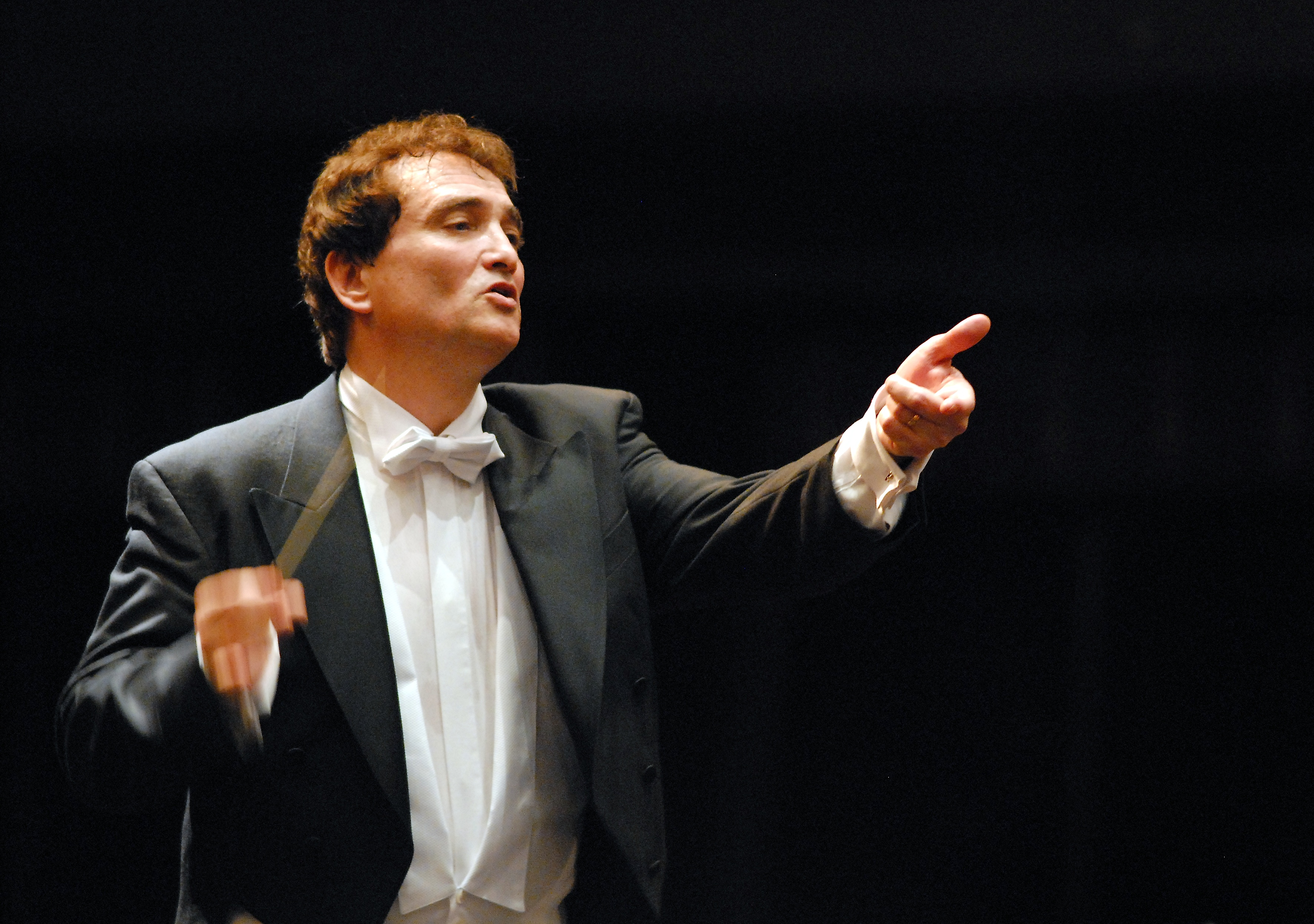
Jorge Uliarte beim Dirigieren der Berliner Symphoniker (2007)

Jorge Uliarte (* 21. August 1962 in Córdoba, Argentinien) ist Dirigent der Berliner Symphoniker sowie des Moskauer Symphonieorchesters (MSO) und Intendant der „Südlichsten Festspiele der Welt“, die jedes Jahr für zwei Wochen in Ushuaia (Feuerland) stattfinden. Im Juli 2011 gründete Jorge Uliarte in Orvieto/Italien ein neues zehntägiges Musikfestival.

## Leben
Jorge Uliarte wurde im argentinischen Córdoba geboren. Er besuchte die Musikkonservatorien in Córdoba, Buenos Aires, Lausanne, Santa Cecilia-Rom und Belgien. Er erwarb das Diplom als Orchesterdirigent an der Universität Concepcion und absolvierte das „Post-graduate Fellowship“ als Orchesterdirigent an der Universität „Royal College of Music“ in Manchester.
Mit 16 Jahren debütierte er als Pianist im Teatro Colón in Buenos Aires. Er gewann den internationalen Ravel-Wettbewerb von Südamerika. 1990 gründete er das „Panamerikanische Jugendorchester“ mit Sitz in Buenos Aires, mit dem er als Dirigent sowie als Pianist arbeitete. In London wurde Sir Georg Solti auf Jorge Uliarte aufmerksam und lud ihn als Assistenten zu den Salzburger Festspielen ein.
Anschließend startete er eine internationale Karriere auf vielen Bühnen Europas und Amerikas.
2005 gründete Jorge Uliarte die südlichsten Festspiele der Welt in Ushuaia, die er als Intendant verantwortet. Das Festival steht unter der Schirmherrschaft von Stadt und Land Salzburg. 2008 gründete Jorge Uliarte sein eigenes Orchester „Orquesta Filarmonica de Ushuaia“.
Im November 2008 leitete Jorge Uliarte zahlreiche Konzerte als Dirigent mit den Berliner Symphonikern in Argentinien, u. a. in Mar del Plata, beim internationalen Kino-Festival, im „Teatro Argentino“ in La Plata, weiteres im „Teatro El Circulo“ in Rosario sowie im „Teatro Coliseo“ in Buenos Aires. Krönender Abschluss war ein Open-Air-Konzert für 60.000 Personen im Zentrum von Buenos Aires, am Obelisk, dem Wahrzeichen der Stadt. Dieses Konzert wurde auch im Fernsehen übertragen und erreichte via Satellit mehr als 30 Millionen Zuschauer. 2009, 2010, 2011 und 2012 dirigierte Jorge Uliarte Konzerte mit dem Moskauer Symphonieorchester (MSO) in Argentinien, China und Russland. Im Juli 2011 wurde unter seiner künstlerischen Leitung das erste Musikfestival in Orvieto gegründet, das künftig jährlich im Juli stattfinden wird.
2014 wurde das 10. Musikfestival in Ushuaia, unter der Leitung von Jorge Uliarte, abgehalten. Ein Highlight dieses Festivals war ein Konzert mit Bruno Gelber.

### Konzerttätigkeit (Auswahl)
Berliner Symphoniker, Moskauer Symphonieorchester, Prager Symphonieorchester, San Francisco Chamber Orchestra, Wiener Sinfonietta, Kamtchatka Chamber Orchestra-Russland, RNCM Symphony Orchestra England, Panamerikanisches Jugendorchester Teatro Colón, Orquesta Filarmónica de Buenos Aires, Orquesta Sinfonica de Salta, Orquesta Sinfonica de Córdoba.

### Mitwirkung bei Festspielen (Auswahl)
Taormina und Sorrent (Italien), Grand Piano Festival (Amsterdam), New York Landmark Festival, Festival Cervantino (Mexiko) und als Assistent von Sir Georg Solti bei der „Zauberflöten-Inszenierung“ bei den Salzburger Festspielen 1991.